# Radio:ACTIVE Live At Wembley
Radio:ACTIVE Live At Wembley es un DVD de la banda británica McFly, filmado el 27 de noviembre de 2008 durante un concierto del Radio:ACTIVE Tour 2008 en el Wembley Arena de Londres. Fue publicado el 11 de mayo de 2009 e incluye un documental que trata sobre la gira en cuestión. El álbum alcanzó el puesto número 1 en el Reino Unido y Brasil y también recibió el premio a «Mejor DVD del año 2009» en los UK Video Music Awards.

## Lista de canciones

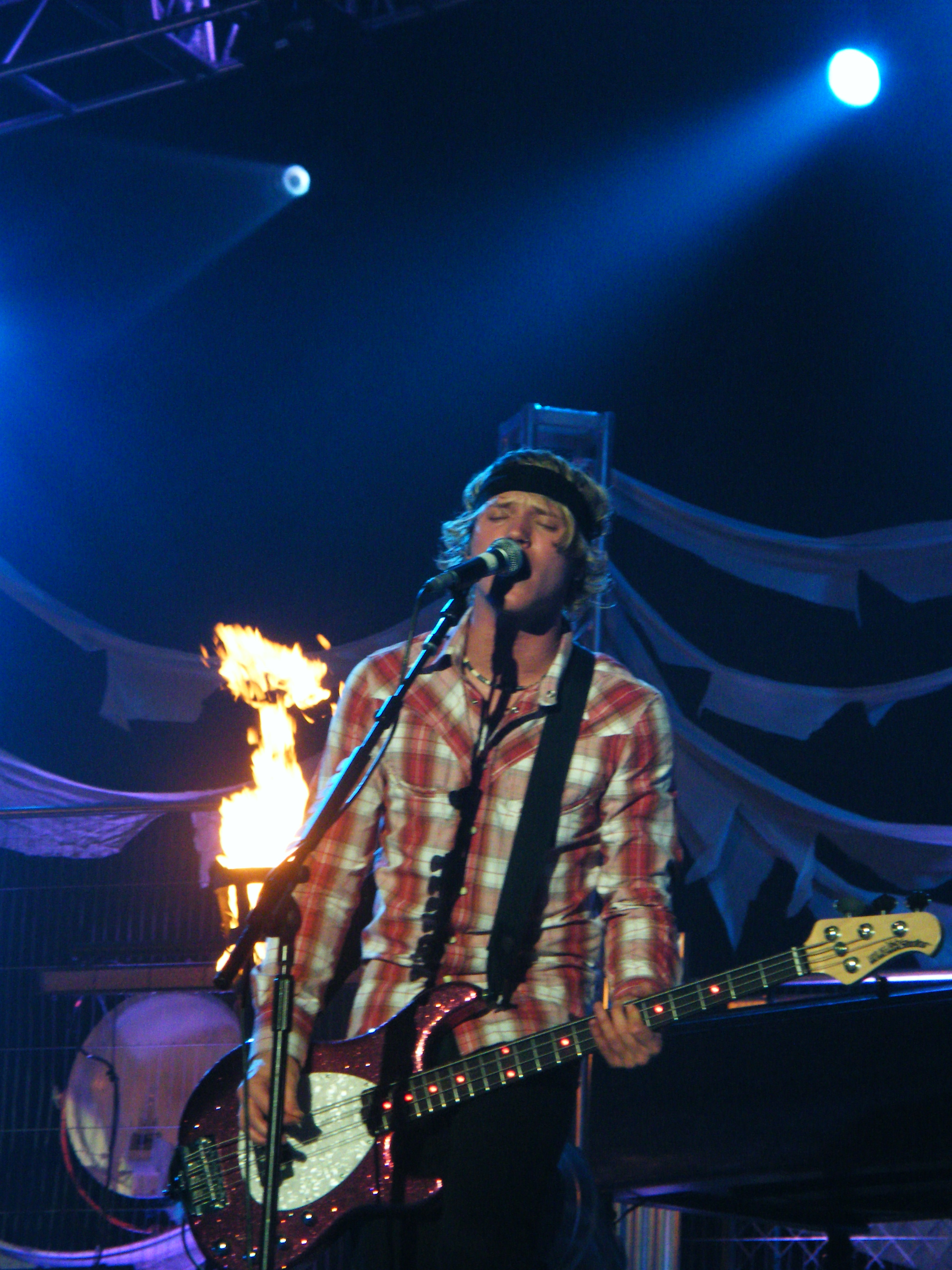
Dougie Poynter en Londres durante el Radio:ACTIVE Tour.

| Radio:ACTIVE Live At Wembley |                                             |                                                                                                 |          |  |
| N.º                          | Título                                      | Escritor(es)                                                                                    | Duración |  |
| 2.                           | «One for the Radio»                         | Tom Fletcher                                                                                    | 3:06     |  |
| 3.                           | «Everybody Knows»                           | Tom Fletcher, Danny Jones, Dougie Poynter, James Bourne                                         | 3:15     |  |
| 4.                           | «Going Through The Motions»                 | Tom Fletcher, Danny Jones, Dougie Poynter                                                       | 3:22     |  |
| 5.                           | «Transylvania»                              | Dougie Poynter, Tom Fletcher                                                                    | 4:44     |  |
| 6.                           | «Corrupted»                                 | Tom Fletcher, Lauren Christy, Graham Edwards, Scott Spock, Gary Clark                           | 3:41     |  |
| 7.                           | «POV»                                       | Tom Fletcher                                                                                    | 3:54     |  |
| 8.                           | «Obviously»                                 | Tom Fletcher, Danny Jones, James Bourne                                                         | 3:34     |  |
| 9.                           | «Falling in Love»                           | Tom Fletcher, Danny Jones, Jason Perry                                                          | 4:29     |  |
| 10.                          | «Star Girl»                                 | Tom Fletcher, Danny Jones, Dougie Poynter, Harry Judd, Jason Perry, Juliam Emery, Daniel Carter | 4:09     |  |
| 11.                          | «That Girl»                                 | Tom Fletcher, James Bourne                                                                      | 3:35     |  |
| 12.                          | «Do Ya»                                     | Tom Fletcher, Danny Jones, Dougie Poynter, James Bourne                                         | 2:54     |  |
| 13.                          | «Black or White (cover de Michael Jackson)» | Michael Jackson                                                                                 | 3:35     |  |
| 14.                          | «Room on the 3rd Floor»                     | Tom Fletcher, Danny Jones                                                                       | 5:27     |  |
| 15.                          | «All About You»                             | Tom Fletcher                                                                                    | 3:35     |  |
| 16.                          | «The Last Song»                             | Tom Fletcher, Danny Jones, Dougie Poynter                                                       | 4:47     |  |

| Encore |                         |                                                      |          |  |
| N.º    | Título                  | Escritor(es)                                         | Duración |  |
| 17.    | «Lies»                  | Tom Fletcher, Danny Jones, Dougie Poynter            | 3:44     |  |
| 18.    | «5 Colours in Her Hair» | Tom Fletcher, Danny Jones, James Bourne, B. Sargeant | 5:34     |  |

Material extra
- McFly Evolution (documental)

## Fechas de la gira
| Fecha           | Ciudad      | País              | Lugar              |
| --------------- | ----------- | ----------------- | ------------------ |
| Europa          |             |                   |                    |
| 7 de noviembre  | Sheffield   | Inglaterra        | Sheffield Arena    |
| 8 de noviembre  | Newcastle   | Inglaterra        | Metro Radio Arena  |
| 10 de noviembre | Belfast     | Irlanda del Norte | Odyssey            |
| 11 de noviembre | Dublín      | Irlanda           | RDS                |
| 14 de noviembre | Birmingham  | Inglaterra        | NEC                |
| 15 de noviembre | Bournemouth | Inglaterra        | Internation Centre |
| 18 de noviembre | Brighton    | Inglaterra        | Brighton Centre    |
| 19 de noviembre | Cardiff     | Gales             | Internation Arena  |
| 21 de noviembre | Nottingham  | Inglaterra        | Nottingham Arena   |
| 22 de noviembre | Manchester  | Inglaterra        | MEN Arena          |
| 22 de noviembre | Aberdeen    | Escocia           | AECC               |
| 24 de noviembre | Glasgow     | Escocia           | SECC               |
| 25 de noviembre | Londres     | Inglaterra        | Wembley Arena      |
| 29 de noviembre | Liverpool   | Inglaterra        | Echo Arena         |

## Edición en álbum
El 18 de junio de 2009 salió a la venta exclusivamente en Brasil una versión del DVD en CD que contenía 12 de las canciones del DVD únicamente en audio.

### Lista de canciones
1. One For The Radio
2. Corrupted
3. Obviously
4. Falling In Love
5. Star Girl
6. Do Ya
7. Black Or White
8. Room On The 3rd Floor
9. All About You
10. The Last Song
11. Lies
12. Five Colours In Her Hair

## Posicionamiento en las listas de ventas
| Lista de ventas       | Posición | Certificación |
| --------------------- | -------- | ------------- |
| Official UK DVD Chart | 1        | -             |
| Brazil DVD Chart      | 1        | -             |

| Predecesor: 'Les Misérables: The Dream Cast in Concert de The Dream Cast | UK number-one Music DVD 17 de mayo de 2009 - 1 de junio de 2009 (3 semanas) | Sucesor: Flight 666 de Iron Maiden |

## Premios
El álbum en video Radio:ACTIVE Live At Wembley recibió el premio «Mejor DVD del año 2009» en los UK Video Music Awards.

## Historial de lanzamientos
| País        | Fecha                  | Discográfica     | Formato          |
| ----------- | ---------------------- | ---------------- | ---------------- |
| Brasil      | 8 de mayo de 2009      | EMI Music Brasil | Digital Download |
| Brasil      | 18 de mayo de 2009     | EMI Music Brazil | DVD              |
| Brasil      | 16 de junio de 2009    | EMI Music Brazil | CD               |
| Reino Unido | 11 de mayo de 2009     | Super Records    | DVD              |
| España      | 1 de diciembre de 2009 | EMI Music España | CD+DVD           |